# أمير أباد (فراهان)
أمير أباد (بالفارسية: امیرآباد) هي قرية تقع في مركزي في إيران. يقدر عدد سكانها بـ 764 نسمة بحسب إحصاء 2016.